# Йоан Троглита
Йоан Троглита (на латински: Johannes Troglita) e генерал на Източната Римска империя при император Юстиниан I през 6 век.
Произлиза вероятно от Тракия и е син на Евант и брат на Пап. Жени се за царска дъщеря (вероятно от берберите) и има син Петър.
Служи при Велизарий и участва в завладяването на Африка (533 – 534) като командир на федератната войска. Остава в Африка като dux при Соломон. Бие се с берберите. Със завърналия се Велизарий участва 536 г. при разгромяването на въстаналия Стотзас. През 537 г. се бие при Герман. Скоро след това през 538 г. е изпратен на източната граница като dux Mesopotamiae.
През 546 г. става magister militum per Africam и е изпратен отново в Африка да потуши въстаналия Гунтарит. През 548 г. успява да го победи на полетата на Като и получава титлата patricius. Остава в Африка и се стреми 551 и 552 г. да спре инвазията на остготите на Сардиния и Корсика.
През 552 г. умира в Картаген.